# Dromaeolus molokaiensis
Dromaeolus molokaiensis är en skalbaggsart som beskrevs av Sharp 1908. Dromaeolus molokaiensis ingår i släktet Dromaeolus och familjen halvknäppare. Inga underarter finns listade i Catalogue of Life.